# 路易斯·克勞德·卡戴特·德伽西科特
路易斯·克勞德·卡戴特·德伽西科特（法語：Louis Claude Cadet de Gassicourt，1731年7月24日—1799年10月17日）是法國化學家，是第一個合成有機金屬化合物的科學家。
卡戴特將乙酸鉀及三氧化砷反應，得到紅色的液體，也就是卡戴特的發煙液體，其中含有联二甲胂和二甲砷氧。
卡戴特在巴黎的四國學院求學，在巴黎的榮軍院成為藥劑師。
卡戴特在1771年和路易十五的情婦瑪麗·泰蕾茲·弗朗索瓦·布瓦瑟莱結婚，當時她和路易十五生的小男孩才二歲，後來被卡戴特認養，成為查理-路易·卡戴特。
卡戴特在1787年獲選為美國哲學學會的會員。
植物學家Antoine Laurent Apollinaire Fée在1825年為Gassicurtia設限，這是粉衣科农化真菌下的一個屬，此屬即得名自路易斯·克勞德·卡戴特·德伽西科特。